# Parafia św. Jana Marii Vianneya w Skrzeszewie
Parafia św. Jana Marii Vianneya w Skrzeszewie – parafia rzymskokatolicka należąca do dekanatu nowodworskiego, diecezji warszawsko-praskiej, metropolii warszawskiej Kościoła katolickiego. 
W parafii posługują księża diecezjalni.

## Zasięg parafii
Do parafii należą wierni z następujących miejscowości: Kałuszyn, Olszewnica, Olszewnica Nowa (do 73-74), Poddębie (do drogi 632), Poniatów, Sikory, Skrzeszew, Topolina.